# Придурки з Хаззарду
«Придурки з Хаззарду» (англ. The Dukes of Hazzard; дослівно — «Дюки з Хаззарду») — американська комедія з елементами чорного гумору 2005 року режисера Джея Чандрасекхара на основі однойменного телесеріалу «The Dukes of Hazzard».

## Сюжет
Двоюрідні брати Бо і Люк Дюки живуть у вигаданій місцині Хаззард штату Джорджія. Вони порушують закони, моральні норми та знаходять проблеми на свої голови. Але коли вони дізнаються про плани боса Хогга знищити їхнє селище заради видобутку вугілля, то докладають з друзями усіх зусиль, щоб цього не сталося.

## У ролях
| Актор              | Роль                     |
| ------------------ | ------------------------ |
| Шон Вільям Скотт   | Бо Дюк                   |
| Джонні Ноксвілл    | Люк Дюк                  |
| Джессіка Сімпсон   | Дейзі Дюк                |
| Берт Рейнольдс     | бос Хогг                 |
| Віллі Нельсон      | дядько Джессі Дюк        |
| Девід Кокнер       | Кутер Дейвенпорт         |
| Майкл Коннор Гейні | шериф Роско              |
| Майкл Вестон       | Енос Стрейт              |
| Лінда Картер       | Поліна Пауерс            |
| Джеймс Родей       | Біллі Прікетт            |
| Кевін Геффернан    | Дерек «Шів» Шівінгтон    |
| Джо Дон Бейкер     | Губернатор Джим Епплвайт |
| Баррі Корбін       | Білл Пулман              |
| Ендрю Прайн        | сердитий чоловік         |

## Критика
Фільм отримав сім номінацій на антинагороду «Золота малина» 2006 року, але не переміг у жодній.
Також отримав дві номінації на кінонагороду «MTV Movie Awards».